# Hugo de Montaut
Hugo de Montaut también Hugo Fitz Norman, Hugh de Muhaut y Hugo de Monte Alto (c. 1045-1130), fue un noble caballero anglonormando. Segundo barón de Montaut, una de las ocho antiguas baronías de Hugo Lupus, y senescal de Chester. Hijo primogénito de Eustace de Montaut y último de su estirpe. Hugo es conocido por haber donado gran parte de sus posesiones, las tierras de Gosetce y Lantrene a los monjes de la abadía de Chester.

## Herencia
Se sabe que se casó con una rica heredera de Suffolk y que fruto de ese matrimonio nació un hijo, William de Montaut. Como Hugo y su esposa murieron en el mismo año de 1130 y la heredad pasó íntegramente a su hermano Roger, se supone que William falleció antes que sus padres.